# Nyctophyxis
Nyctophyxis là một chi bọ cánh cứng trong họ 
Elateridae.
Chi này được miêu tả khoa học năm 1975 bởi Costa.

## Các loài
Các loài trong chi này gồm:
- Nyctophyxis leporinus (Candèze, 1863)
- Nyctophyxis ocellatus (Germar, 1841)